# 希尔德斯海姆大学
希尔德斯海姆大学（德語：Universität Hildesheim）是一所位于德国下萨克森州希尔德斯海姆的公立大学，有8000余名学生。

## 歷史
希爾德斯海姆大學源於1946年成立的阿爾費爾德教育大學。由於二戰期間希爾德斯海姆遭到大規模破壞，該大學改設置於戰後大致保持原樣的阿爾費爾德。1970年遷至希爾德斯海姆，成為下薩克森教育大學的一個系。1978年再度獨立設校，並改名為希爾德斯海姆科學大學（Wissenschaftliche Hochschule Hildesheim）。1989年，更名為現名希爾德斯海姆大學。

## 學院
該校目前共有4個學院，下設27個系。學院名稱如下：
- 教育與社會科學學院
- 文化研究與審美傳播學院
- 語言學與資訊科學學院
- 數學、自然科學、經濟學與電腦科學學院